# 哈馬馬特 (泰貝薩省)
35°26′54″N 7°57′11″E / 35.44833°N 7.95306°E

哈馬馬特（阿拉伯语：‎），是阿爾及利亞的城鎮，位於該國東北部泰貝薩省，由比爾穆卡德姆區負責管轄，面積88平方公里，2008年人口20,148，人口密度每平方公里229人。